# Paul Hahn (Politiker)
Paul Hahn (* 18. November 1885 in Arnswalde; † 3. April 1960 in Berlin) war ein deutscher Politiker (FDP).
Der Sohn eines Lehrers besuchte die Volksschule und die Präparandenanstalt in Joachimsthal, anschließend das Schullehrerseminar in Prenzlau, das er mit der Ersten und Zweiten Lehrerprüfung abschloss. Danach studierte er Nationalökonomie an der Universität Berlin. Von 1906 bis 1913 arbeitete er als Lehrer in Kerstenbruch, anschließend in Borsigwalde, schließlich war er von 1932 bis 1945 Rektor in Berlin-Weißensee. Nach 1945 bis 1951 war er Schulleiter in Berlin-Tegel.
Hahn war von 1918 bis 1932 Mitglied der Deutschen Volkspartei. Nach 1945 wurde er Mitglied der LDP/FDP. Von 1946 bis 1950 war er Bezirksverordneter in Berlin-Reinickendorf.
Er war von 1951 bis 1955 Mitglied des ersten Abgeordnetenhauses von Berlin.